# تفجير نادي النوجال 2003
كان تفجير نادي النوجال عام 2003 هجوماً إرهابياً وقع في بوغوتا، كولومبيا. في 7 فبراير 2003، انفجرت سيارة تحتوي على 200 كيلوجرام من المتفجرات كانت متوقفة في مرآب بالطابق الثالث من نادي النوغال متعدد الطوابق، وهو نادي اجتماعي وتجاري راقٍ، مما أدى إلى مقتل 36 شخصًا وإصابة أكثر من 200 آخرين بجروح. كان في المبنى حوالي 600 شخص وقت الانفجار. كان الهجوم هو الأسوأ في كولومبيا منذ أكثر من عقد.
ولم تعلن أي جماعة مسؤوليتها علنا عن التفجير. تبنت الأمم المتحدة قرار مجلس الأمن رقم 1465 في 13 فبراير 2003 الذي يدين الهجوم.
ألقى نائب الرئيس الكولومبي فرانسيسكو سانتوس كالديرون باللوم على جماعة حرب العصابات القوات المسلحة الثورية الكولومبية، قائلاً إنه «ليس هناك أدنى شك» في مسؤوليتهم وأن الحكومة لديها أدلة كافية على تورطها. قامت السلطات والمحققون الكولومبيون، بمساعدة أعضاء من مكتب الكحول والتبغ والأسلحة النارية والمتفجرات من الولايات المتحدة، بتفتيش الموقع وبقايا السيارة المفخخة. وربط ممثلو الادعاء الكولومبيون القوات الثورية بالتفجير من خلال مشاركة مدرب اسكواش جون فريدي أريلان، من بين آخرين، الذي توفي في التفجير. وبحسب الحكومة، فقد حصل أريلان مؤخرًا على عضوية النادي وقاد السيارة التي تحتوي على المتفجرات، وهي عربة تم شراؤها في أواخر عام 2002 بوثائق مزورة، إلى منطقة وقوف السيارات. وزعمت الحكومة أن أريلان تم استخدامه من قبل «خافيير باز» من القوات المسلحة الثورية، ولم يكن يعلم أن القنبلة ستنفجر معه هو وعمه داخل الملهى.
في 10 مارس 2003 نفت «القوات المسلحة الثورية الكولومبية» مسؤوليتها عن الهجوم ووصفته بـ" إرهاب دولة "، زاعمة أن حكومة كولومبيا زرعت القنبلة لتوحيد البلاد ضدها.
في آذار / مارس 2008، أصدرت السلطات الكولومبية وثائق قيل إنها عُثر عليها في جهاز كمبيوتر خاص بقائد القوات المسلحة الثورية الكولومبية المقتول "راؤول رييس"، بما في ذلك رسالة في 13 فبراير 2003 وصف فيها «رييس» الهجوم بأنه «عمل هائل» وذكر «الملائمة السياسية لإنكار المسؤوليات».